# Guldparakit
Guldparakit (Guaruba guarouba) är en fågel i familjen västpapegojor inom ordningen papegojfåglar.

## Utseende och läte
Guldparakiten är en 34 cm lång och som namnet avslöjar mycket praktfull papegoja. Adulta fåglar är helt guldgula med gröna vingpennor. Runt ögat syns bar vit hud och den relativt stora näbben är hornfärgad. Ungfågeln är mera färglöst brungrön, på ovansidan grönstreckad. Lätet är ett ljust, vibrerande "greh" eller "krey", mjukare än hos andra parakiter.

## Utbredning och systematik
Fågeln återfinns i nordöstra Brasilien (norra Maranhão och Pará). Den placeras som ensam art i släktet Guaruba och behandlas som monotypisk, det vill säga att den inte delas in i några underarter.

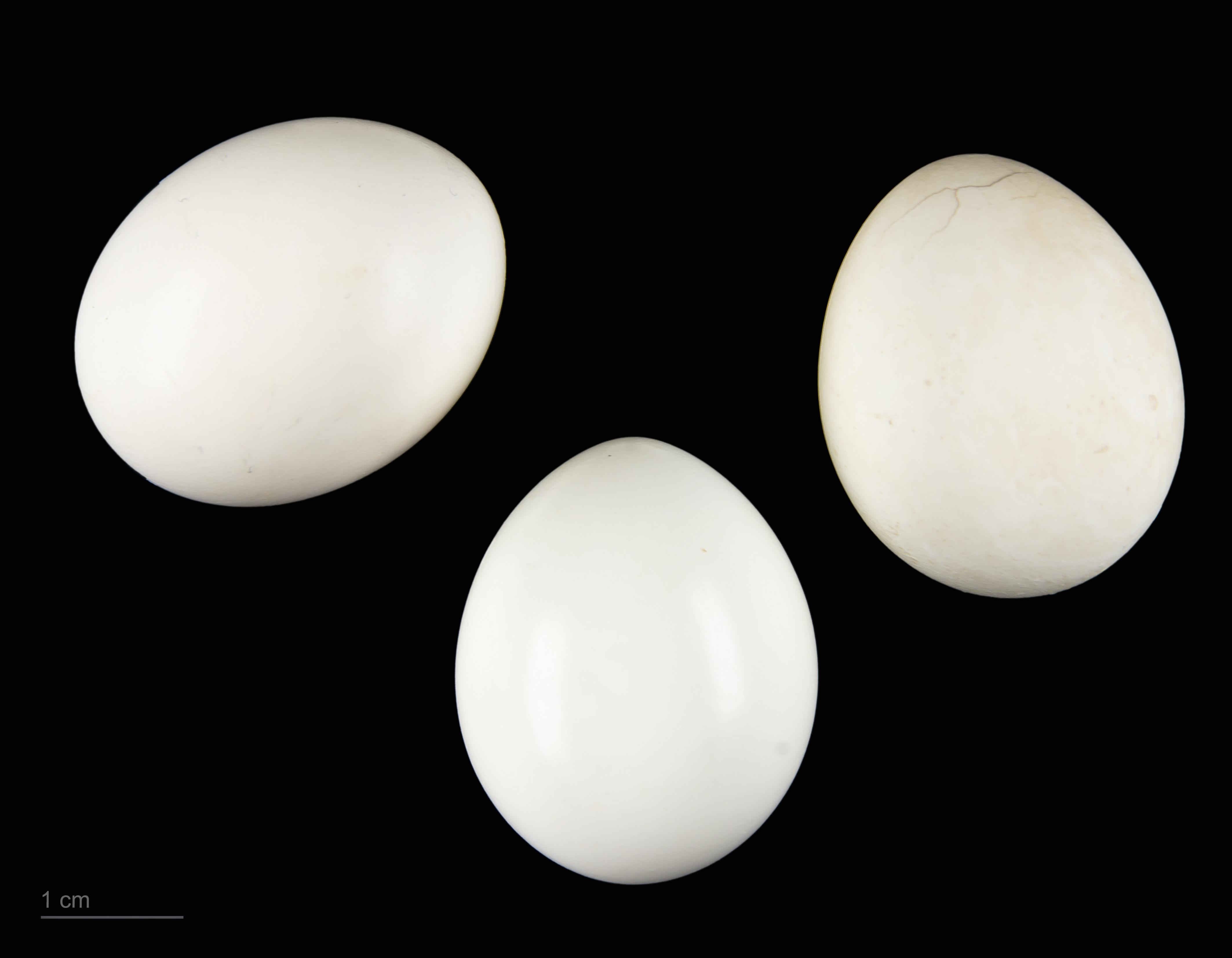
Ägg från guldparakit.

## Status och hot
Guldparakit har en liten världspopulation bestående av uppskattningsvis endast 6 600–13 400 vuxna individer. Den tros också minska i antal till följd av habitatförlust och i viss mån fångst för burfågelindustrin. Den är därför upptagen på internationella naturvårdsunionen IUCN:s röda lista över hotade arter, kategoriserad som sårbar (VU).

## Namn
Det vetenskapliga art- och släktesnamnet kommer från Guarajúba som betyder "gul fågel" på tupí och som används för en sorts parakit, möjligen guldparakiten.